# الفريكة (لبنان)
الفريكة (Fraike) هي بلدة لبنانية، تقع في قضاء المتن الشمالي، محافظة جبل لبنان.

## جغرافيتها
ترتفع بلدة الفريكة عن سطح البحر 481 م، وتبعد عن العاصمة بيروت 20 كلم (عن طريق انطلياس - مزرعة يشوع - قرنة الحمرا)، وعن مركز المحافظة بعبدا 24 كلم، وعن مركز القضاء الجديدة 13 كلم، ومساحتها 82 هكتارًا.
يحدها من الشرق بلدة بيت شباب، ومن الغرب البحر الأبيض المتوسط، وشمالا يفصل وادي الفريكة بين كسروان وروافد نهر الكلب

### زراعاتها
أبرز زراعاتها: أشجار مثمرة وزيتون وكرمة وصنوبر، الحبوب،…

### وصفها
وصف أمين الريحاني الذي أُطلق عليه لقب «فيلسوف الفريكة» بلدته بالقول:
«وادي الفريكة مهيبٌ وجميلٌ غير أنّ هَيبته أكثرُ مِن جمالِه، وهو عميق ملتوٍ يَنحدِر مِن قرية صغيرة لِيغسِلَ رجليْه في نهر الكَلب. هو صغير ولكنه كثير الزوايا والأسرار يجمع بين الدلب، الذي لا يعيش إلا بالقرب من الماء، والصنوبر، الذي يكتفي بمشاهدة البحر من أعالي الجبال. وفي الشتاء تنثر الطبيعة تحت قدميه أزاهرَ الدفلي، وتكلل رأسه في الربيع وفي الصيف بأزاهير اللزان. ومع هذا الجلال والدلال تراه حاملًا على منكبيه كثيرًا من الأطواد التي تخضع صاغرةً تحت قدمي صنين، نعم إن ملتقى الجبال على منكبي وادي الفريكة، هنالك تُعانق جبالُ القاطع جبال كسروان ومن أعطافها تتدفق في الشتاء المياه التي تجري في نهر الكلب، هنالك تمتد الأعناق وتنحني الرءوس وتضغط الخدود بعضًا على بعض. وفي الصباح قبل أن يغيب القمر وتشرق الشمس تتلألأ فوقها إلهة الحب لتباركها إلى الأبد. تشرق الزهرة من وراء جبل صنين وترسل أشعتها الباهرة فوق الجبال التي يُعانق بعضُها بعضًا عناقًا أبديًّا على منكبي وادي الفريكة»

## عائلاتها
عدد أهالي الفريكة المسجّلين نحو 1800، وأبرز عائلاتها: غصوب، الهاشم، ملاح، بجّاني، أبو دبس، إيليا، ريحاني، لبوس، حنّا، يزبك، رزق، محبوب، أبي عكر، أبو خليفة، الناكوزي، الملك، الجلخ، ضاهر، موسى …

### أعلام
من أبرز أعلامها الفريكة: أمين الريحاني الملقب بـ«فيلسوف الفريكة»، ومنير أبو دبس مؤسس المسرح الحديث في لبنان، ونعوم مكرزل وسلوم مكرزل (أصحاب جريدة الهدى)، والشيخ جرجس أبو دبس (من أنصار الأمير بشير شهاب الثاني الكبير)، وألبرت الريحاني (ت 199، باحث وكاتب وناشر له الموسوعة العربيّة، وجمع رسائل أمين الريحاني ونشرها)، ولورين الريحاني (أديبة وشاعرة بالإنكليزيّة، لها كتب ومجلة للأطفال)، ود. أمين ألبرت الريحاني (مرب وشاعر)، الياس طعمة (شاعر معروف باسم أبو الفضل الوليد)،

### ناخبون
عدد الناخبين في بلدة الفريكة (احصاء 2017) 626: موزعين على إناث 312 وذ كر 314، موزعون بحسب التوزيع الطائفي على النحو الآتي:
- ماروني: 608 - روم أرثوذكس: 17 - انجيلي: 1

## معالم
تضم الفريكة العديد من المعالم الطبيعية والسياحية والدينية، منها:
- وادي الفريكة
- كنائس: مار يوسف (بنيت على أيدي الأخوين يوسف وأمين الهاشم اللذين أسسا أيضًا معمل الحرير)، مار تقلا، مار مارون، ة دير مار جرجس بحرذق الأثري ويقع على رأس تلة الفريكة
- متحف أمين الريحاني (افتُتح في العام 1953، وتم تجديده في العام 1990)
- مهرجان الفريكة
- مدرسة المسرح الحديث التي أسسها منير أبو دبس في بيروت ونقلها لاحقًا إلى بلدته

## أصل الاسم
يؤكد مؤرخون أن الفريكة بقيت خالية من السكان حتى القرن السابع عشر ميلادي۔ ومع اقبال النازحين إلى المتن من قرى جبيل والشمال أصاب الفريكة بعض النصيب من هؤلاء النازحين۔ ويرجح أن أصل اسم الفريكة سرياني: PARKA أي مزار أو مقام. والمقول إنّ بعض كنائس الفريكة مبنيّ على أنقاض معابد وثنيّة.
وهناك رأيان، يرى الأول أن الفريكة كلمة سريانية ومعناها: النبع نسبة إلى ينبوع مياه معدنية يقع في رأس واديها كان الأهلون يستقون منه قبل 60 سنة أي قبل جر مياه الشفة إليها وعادوا يستقون منه اليوم. أما الرأي الثاني فيرد التسمية إلى كثرة شجر لوز الفركة الذي كان يغطي مساحات مهمة من أرض الفريكة الصالحة للزراعة ولوز الفركة يكسر باليد وطعمه لذيذ۔

## روابط خارجية
- قرية النبوغ: الفريكة المتن لبنان. al freikeh maten lebanon
- موسوعة قرى ومدن لبنان - ج 17 (الفريكة)
- الفريكة فسيفساء قرميد ورواق وحديث بناء